# Comuna de Wilczyn
Wilczyn (polaco: Gmina Wilczyn) é uma gminy (comuna) na Polónia, na voivodia de Grande Polónia e no condado de Koniński. A sede do condado é a cidade de Wilczyn.
De acordo com os censos de 2004, a comuna tem 6363 habitantes, com uma densidade 76,6 hab/km².

## Área
Estende-se por uma área de 83,12 km², incluindo:
- área agrícola: 77%
- área florestal: 10%

## Demografia
Dados de 30 de Junho 2004:
|                      | Total   | Total | Mulheres | Mulheres | Homens  | Homens |
| -------------------- | ------- | ----- | -------- | -------- | ------- | ------ |
|                      | pessoas | %     | pessoas  | %        | pessoas | %      |
| População            | 6363    | 100   | 3173     | 49,9     | 3190    | 50,1   |
| Densidade (pop./km²) | 76,6    | 100   | 38,2     | 38,2     | 38,4    | 38,4   |

De acordo com dados de 2002, o rendimento médio per capita ascendia a 1297,11 zł.

## Subdivisões
- Biela, Dębówiec, Głęboczek, Gogolina, Góry, Kaliska, Kopydłowo, Kownaty, Maślaki, Ościsłowo, Świętne, Wilczogóra, Wilczyn, Wiśniewa, Wturek, Zygmuntowo.

## Comunas vizinhas
- Jeziora Wielkie, Kleczew, Orchowo, Skulsk, Ślesin